# Калмыково (Калининградская область)
Калмыково — посёлок в Багратионовском районе Калининградской области. Входит в состав Нивенского сельского поселения.

## Население
| 2002 | 2010 |
| ---- | ---- |
| 16   | ↘6   |

## История
В довоенное время существовала школа.
Предыдущее название Хайде, переименована в 1950 году.

## Церковь
До 1945 года население Хайде было почти исключительно евангельского вероисповедания. Последними немецкими священнослужителями были пасторы Фридрих Шумахер и Арно Штрицель.